# Pionero de Norteamérica

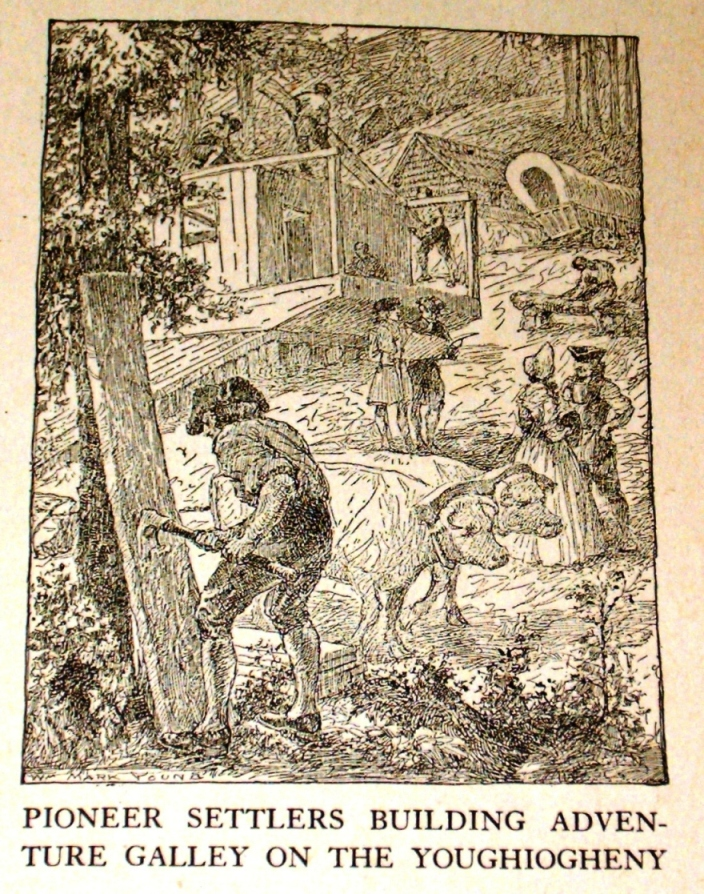
Pioneros norteamericanos construyendo la barcaza Adventure Galley en el transbordador de Sumrill en el río Youghiogheny en marzo de 1788.

Los pioneros de Norteamérica (también, pioneros norteamericanos) son las personas que durante la historia de los Estados Unidos emigraron de los asentamientos de la costa Este hacia los asentamientos de la costa Oeste y colonizaron nuevas áreas. 
El término se refiere especialmente a los que iban a poblar cualquier territorio que previamente no había sido poblado o cultivado por los descendientes de la sociedad europea o estadounidense, a pesar de que el territorio puede haber sido habitado o utilizado por los pueblos indígenas

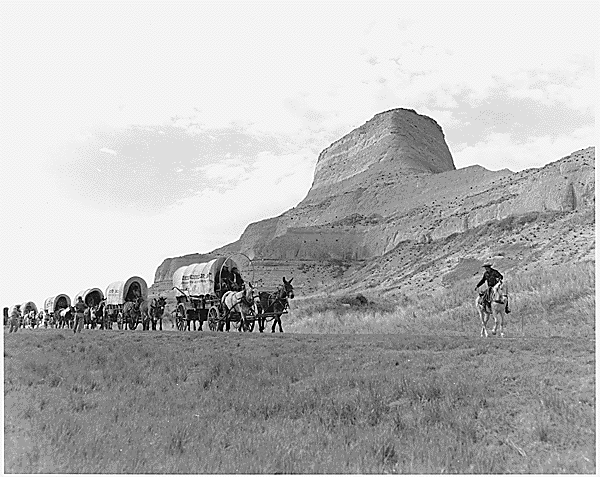
Recreación de la senda de Oregón en Scotts Bluff.

El concepto de pionero y la filosofía son muy anteriores a la migración a las partes de los Estados Unidos que ahora se llaman El Oeste, como muchos lugares que ahora se consideran como El Este se establecieron también por los pioneros de la costa. Por ejemplo, Daniel Boone, una figura clave en la historia del pionero americano, se estableció en Kentucky, cuando esa "tierra oscura y sangrienta" todavía estaba sin desarrollar.
Un avance importante en el asentamiento occidental fue la Homestead Act, que prevé la legislación formal que regula el proceso de los asentamientos.

## Cultura popular y folklore
La figura del pionero ha jugado un papel importante en la cultura americana, Literatura y folklore. El pionero no es la única figura icónica que figura en la colonización del Oeste. Mucho nota cultural se da a otras figuras de carácter más transitorio, como los vaqueros, tramperos, buscadores, mineros, etc Sin embargo, el pionero solitario representa a los que entraron en territorio inexplorado en busca de una nueva vida, tratando de establecer un asentamiento permanente. 
Varias figuras del folklore y literatura estadounidense tipifican al pionero. El cazador de ciervos fue el más exitoso de una serie de principios, el buscador de pieles, sobre la vida pionera en Nueva York.  La casa de la pradera, un siglo más tarde, tipifica a una serie de novelas que describen más adelante a una familia pionera. Daniel Boone y Davy Crockett son dos iconos de la vida real de la historia pionera.